# Salman bin Hamad bin Isa Al Khalifa
Salman bin Hamad bin Isa Al Khalifa (em árabe: سلمان بن حمد آل خليفة) (Rifa, 21 de outubro de 1969) é o príncipe herdeiro e o atual primeiro-ministro do Barém. Ele também é o vice-comandante supremo da Força de Defesa do Barém.

## Início de vida e educação
O príncipe Salman é o filho mais velho do rei Hamad bin Isa al-Khalifa do Barém com sua primeira esposa, a princesa Sabika bint Ebrahim Al Khalifa. Ele completou seu ensino médio na Escola do Barém e depois obteve um diploma de bacharel em Ciência Política da Universidade Americana em Washington, D.C. (1992), seguido de um diploma de MPhil em História e Filosofia da Ciência do Queen's College, Universidade de Cambridge, Inglaterra (1994).
O príncipe estabeleceu o Programa de Bolsas de Estudo Internacional do Príncipe Herdeiro, em 1999, para orientar os jovens do país para o século XXI. Sob o programa, os alunos do ensino médio mais capazes do Barém recebem bolsas de estudo, para continuar seu ensino superior no exterior; retornam para contribuir de forma produtiva ao desenvolvimento do Barém. Mais de 140 estudantes de toda a sociedade do Barém foram premiados com a bolsa de estudos e tiveram a oportunidade de estudar no exterior — incluindo o Reino Unido, os Estados Unidos e a França.

## Carreira
Antes de assumir os deveres de príncipe herdeiro, Salman foi vice-presidente do Centro de estudos e pesquisas do Barém (BCSR) (1992-1995), subsecretário de defesa do Ministério da Defesa (1995-1999) e presidente do conselho dos curadores do BCSR (1995-1999).
Salman foi jurado como Príncipe Herdeiro do Reino do Barém em 9 de março de 1999, e ocupou o cargo de comandante em chefe da Força de Defesa do Barém, de 22 de março de 1999 a 6 de janeiro de 2008.
Em 24 de fevereiro de 2001, Prince Salman foi nomeado presidente do comitê para a implementação da Carta de Ação Nacional. A Carta foi aprovada por mais de 98% em um referendo realizado em fevereiro de 2001 e forneceu um plano abrangente para o futuro desenvolvimento do Barém com base em transparência, cooperação e participação popular. O comitê propôs uma série de leis para implementar a Carta Nacional, incluindo leis sobre aquisições governamentais e liberdade de imprensa.
Em 3 de março de 2002, príncipe Salman foi nomeado presidente do Conselho de Desenvolvimento Econômico, que é responsável por formular e supervisionar a estratégia de desenvolvimento econômico do Barém e visa atrair investimento estrangeiro direto para o Barém. Ele também preside os seguintes comitês:
- Comitê Executivo do Governo

- Comitê de Recursos Naturais e de Segurança Econômica

- Comitê de Planejamento Urbano Superior

Em 6 de janeiro de 2008, o rei Hamad emitiu um decreto real que nomeia Salman como vice-comandante supremo da Força de Defesa do Barém para supervisionar a gestão e implementação da política pública, bem como os planos militares, administrativos, econômicos e financeiros da Força de Defesa do Barém e os guardas nacionais .
Em março de 2013, príncipe Salman foi nomeado pelo Rei como primeiro vice-primeiro ministro, encarregado de supervisionar o desenvolvimento contínuo de agências executivas e instituições governamentais no reino.

## Casamento e filhos
O príncipe Salman é casado com a Xeica Hala bint D'aij Al Khalifa, que é a filha mais nova do xeique Duaij bin Khalifa Al Khalifa, o subsecretário assistente do Ministério das Finanças e da economia nacional. Hala é presidente honorária do centro de informação para mulheres e crianças e presidente da sociedade do Barém para o atraso mental. Eles têm dois filhos e duas filhas:
- Isa bin Salman Al Khalifa, frequentou a Universidade Americana em Washington DC, e graduou em 2012.
- Mohammed bin Salman Al Khalifa (11 novembro de 1991), educado na Escola do Barém (classe de 2009). Graduado na Real Academia Militar de Sandhurst em 2011. Graduou-se no King's College de Londres em 2015.[5]
- Fatima – Al Dana bint Salman Al Khalifa
- Al Jude bint Salman Al Khalifa

## Títulos, estilos e honras

### Títulos e estilos
- 21 de outubro de 1969 – 9 de março de 1999: Sua Excelência, o Xeique Salman bin Hamad bin Isa Al Khalifa
- 9 de março de 1999 – 21 de outubro de 2009: Sua Alteza, o Xeique Salman bin Hamad bin Isa Al Khalifa, Príncipe Herdeiro do Barém
- 21 de outubro de 2009 – 11 de março de 2013: Sua Alteza Real, o Príncipe Salman bin Hamad bin Isa Al Khalifa, Príncipe Herdeiro do Barém
- 11 de março de 2013 – presente: Sua Alteza Real, o Príncipe Salman bin Hamad bin Isa Al Khalifa, Príncipe Herdeiro do Barém, Primeiro Vice-primeiro-ministro do Barém

Sua Alteza Real, o Príncipe Salman, foi nomeado herdeiro aparente e investido com o título de Príncipe Herdeiro do Barém (com o estilo de "Sua Alteza"), no Palácio da Rifa, em 9 de março de 1999. Ele foi levado ao título pessoal de Príncipe, com o estilo de "Sua Alteza Real", em 21 de outubro de 2009.

### Honras e prêmios
Sua Alteza Real o Príncipe Salman recebeu uma série de honras, tais como:
- Um doutorado honorário em conjunto com a Ordem da Águia Exemplar pela Academia de Esportes dos Estados Unidos (USSA - na sigla em inglês)
- Barém: Ordem do Xeique Isa ibn Salman Al Khalifa (Wisam al-Shaikh ‘Isa bin Salman Al Khalifa), Primeira Classe
- Barém: Ordem de Ahmad o Conquistador (Wisam Ahmad al-Fateh), Primeira Classe
- Barém: Ordem do Barém (Wisam al-Bahrein), Primeira Classe
- Barém: Medalha Hawar (Wisam al-Hawar), Primeira Classe
- Jordânia: Grande Cordão da Ordem Suprema da Renascença (Wisam al-Nahda)
- Kuwait: Orden da Libertação (Wisam al-Tahrir), Primeira Classe
- EAU: Colar da Ordem de Etihad